# Die Gedanken sind frei

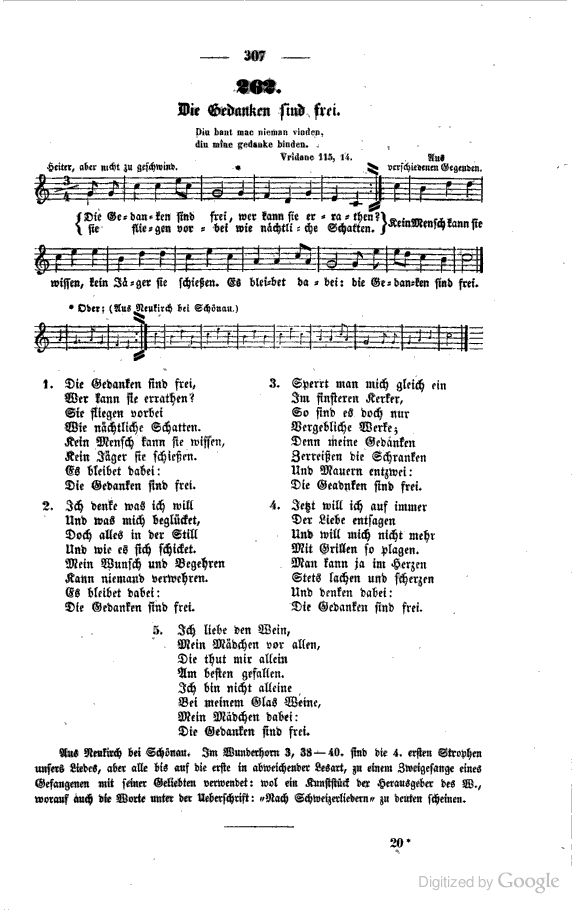
Die Gedanken sind frei. Hoffmann von Fallersleben, Ernst Heinrich Leopold Richter, Canciones populares silesianas con las melodías, 1842.

Die Gedanken sind frei (en español, Los pensamientos son libres) es una canción alemana.
La letra y melodía están recogidas en el Lieder der Brienzer Mädchen (Canciones para chicas de Brienz), editado en Berna, Suiza, en 1780. Se trata de una obra anónima, aunque la versión más popular "Aus Neukirch bei Schönau" fue realizada por Hoffmann von Fallersleben en su colección de 1842 Schlesische Volkslieder mit Melodien (Canciones folkoricas Silesianas con melodía).

## El texto
La idea presentada en el título — Los pensamientos son libres — ha sido expresada desde el inicio de la historia, y retomó importancia durante la Edad Media, cuando Walther von der Vogelweide (1170-1230) cantó: "Sind doch Gedanken frei" ("Los pensamientos son ciertamente libres"). El Minnesänger austriaco Dietmar von Aist (siglo XII) compuso la línea "Die Gedanken, die sind ledig frei" ("Tan sólo los pensamientos son libres"). La versión actual se basa en Hoffmann von Fallersleben.
Originalmente sólo tuvo cuatro estrofas, pero se añadió posteriormente una quinta. Hoy en día, su orden puede variar. Durante la Revolución Alemana (1848/1849) la canción estuvo prohibida. Fue usada también por la Rosa Blanca (Die weiße Rose), el movimiento de resistencia antinazi en Alemania. Pete Seeger grabó la canción en 1966 en su álbum Dangerous Songs!?.
Esta canción ha sido recientemente interpretada y popularizada por la banda neoyorquina Brazilian Girls.

## Letra y traducción
La versión más extendida actualmente es la siguiente:

| Alemán                       | Español                                  |
| ---------------------------- | ---------------------------------------- |
| 1. Die Gedanken sind frei    | Los pensamientos son libres              |
| wer kann sie erraten?        | ¿quién puede adivinarlos?                |
| Sie fliegen vorbei           | Se pasan volando                         |
| wie nächtliche Schatten.     | como sombras nocturnas.                  |
| Kein Mensch kann sie wissen, | Ninguna persona puede saberlos,          |
| kein Jäger erschießen        | ningún cazador puede matarlos            |
| mit Pulver oder Blei:        | con pólvora o plomo:                     |
| Die Gedanken sind frei!      | ¡Los pensamientos son libres!            |
| -                            | -                                        |
| 2. Ich denke, was ich will   | Pienso, lo que quiero,                   |
| und was mich beglücket,      | y lo que me hace feliz,                  |
| doch alles in der Still’     | pero todo en silencio                    |
| und wie es sich schickt.     | teniendo que resignarme                  |
| Meinen Wunsch und Begehren   | Mis deseos y necesidades,                |
| kann niemand verwehren,      | nadie puede negarlos,                    |
| es bleibt dabei:             | eso no cambia:                           |
| Die Gedanken sind frei!      | ¡Los pensamientos son libres!            |
| -                            | -                                        |
| 3. Und sperrt man mich ein   | Y aunque me encierren,                   |
| im finsteren Kerker,         | en el calabozo más oscuro,               |
| das alles sind rein          | todo eso son obras                       |
| vergebliche Werke.           | que de nada sirven                       |
| Denn meine Gedanken          | Pues mis pensamientos,                   |
| zerreißen die Schranken      | parten en dos                            |
| und Mauern entzwei:          | barreras y murallas:                     |
| Die Gedanken sind frei!      | ¡Los pensamientos son libres!            |
| -                            | -                                        |
| 4. Drum will ich auf immer   | Por eso quiero dejar                     |
| den Sorgen entsagen,         | para siempre las preocupaciones,         |
| und will mich auch nimmer    | y jamás quiero ajetrearme                |
| mit Grillen mehr plagen.     | con los grillos mortificantes.           |
| Man kann ja im Herzen        | Y es que uno puede dentro de su corazón, |
| stets lachen und scherzen    | reír y bromear                           |
| und denken dabei:            | mientras piensa:                         |
| Die Gedanken sind frei!      | ¡Los pensamientos son libres!            |
| -                            | -                                        |
| 5. Ich liebe den Wein,       | Adoro el vino                            |
| mein Mädchen vor allen,      | y sobre todo a mi chica,                 |
| sie tut mir allein           | ella es                                  |
| am besten gefallen.          | la que más me gusta.                     |
| Ich bin nicht alleine        | No estoy solo,                           |
| bei meinem Glas Weine,       | tomando mi copa de vino                  |
| mein Mädchen dabei:          | mi chica conmigo:                        |
| Die Gedanken sind frei!      | ¡Los pensamientos son libres!            |

## Historia y significado político
La canción representa el deseo de obtener libertad e independencia sobre todo en tiempos de supresión política:
- En el siglo XIX la canción fue cantada después de los Decretos de Karlsbad, por estudiantes alemanes que reclamaban libertad académica (akademischer Freiheit) y libertad de expresión Meinungsfreiheit
- En 1942 fue encarcelado el padre de Sophie Scholl por criticar el régimen Nazi. Por las tardes Sophie Scholl tocaba la melodía de la canción en la flauta cerca de las murallas de la prisión para que su padre la escuchara.
- El 9 de septiembre de 1948 en la Berliner Blockade, Ernst Reuter, en su discurso ante 300.000 ciudadanos de Berlín, reclamaba a los pueblos del mundo que no entreguen la ciudad. Después de su discurso público el pueblo empezaba a cantar espontáneamente la canción "Die Gedanken sind frei".
- Hoy en día se escucha la canción sobre todo en las manifestaciones contra la censura y vigilancia estatal.

## Uso en Otros Medios
- El Videojuego Orwell, desarrollado por Osmotic Studios en 2016, se basa en la idea de la super-vigilancia descrita por George Orwell en su libro 1984, el juego usa su apellido en su honor, tiene como columna vertebral de su historia esta canción la cual aparece descrita en una serie de atentados terroristas, en los cuales se usa como un himno contra el estado y liberar a su nación de la super-vigilancia de este, aunque solo esta expresada la primera estrofa de la canción, dándose a entender la necesidad de la libertad de pensamiento y la privacidad que las personas deberían tener, forma parte de fundamental de esta, pues toda la historia gira alrededor de esta canción.